# Kijevci (Sjenica)
Pour les articles homonymes, voir Kijevci.
Kijevci (en serbe cyrillique : Кијевци) est un village de Serbie situé dans la municipalité de Sjenica, district de Zlatibor. Au recensement de 2011, il comptait 229 habitants.

## Démographie
| 1948 | 1953 | 1961 | 1971 | 1981 | 1991 | 2002 | 2011 |
| ---- | ---- | ---- | ---- | ---- | ---- | ---- | ---- |
| 338  | 361  | 418  | 340  | 288  | 233  | 151  | 229  |

|  |